# Président de la République portugaise
Le président de la République portugaise (en portugais : Presidente da República Portuguesa) est le chef de l'État du Portugal. Il est le représentant d'un organe de la souveraineté du pays au même titre que l'Assemblée de la République, du gouvernement et des tribunaux.
Ses fonctions constitutionnelles sont fondamentalement celles de représentation de la République, de la garantie de l'indépendance nationale, de l'assurance de l'unité de l'État et du fonctionnement régulier des institutions, étant également, par inhérence, commandant suprême des Forces armées. Le président de la République utilise une écharpe présidentielle, distincte de celle de grand maître de celle des trois ordres honorifiques.

## Élection présidentielle
Le président de la République portugaise est élu au scrutin uninominal majoritaire à deux tours pour un mandat de cinq ans, renouvelable une seule fois. Est élu le candidat ayant obtenu la majorité absolue des suffrages exprimés au premier tour. À défaut, un second tour est organisé deux semaines plus tard entre les deux candidats ayant obtenu le plus grand nombre de votes, et celui qui arrive en tête est déclaré élu. Depuis la révolution des Œillets, en 1974, seule l'élection de 1986 s'est jouée au second tour, entre le socialiste Mário Soares, qui l'a finalement emporté, et le démocrate-chrétien Diogo Freitas do Amaral. 
Tout candidat doit disposer d'au moins 7 500 parrainages de citoyens inscrits sur les listes électorales, dont la validité est contrôlée par le Tribunal constitutionnel, et soumettre sa candidature au plus tard un mois avant la tenue du premier tour. L'élection de 2016 fut celle comportant le plus grand nombre de candidatures, ce dernier s'élevant alors à 10.

### Conditions d'éligibilité
L'article 122 dispose que, pour être éligible à la fonction de président, une personne doit être citoyen portugais de naissance et âgée de plus de 35 ans.

### Conditions de candidature
Les candidatures sont proposées par des citoyens électeurs (avec un minimum de 7 500 et un maximum de 15 000) et doivent être déposées au Tribunal constitutionnel au plus tard trente jours avant la date fixée pour l'élection.

### Processus électoral
Le président de la République portugaise est élu par les citoyens portugais qui sont résidents du territoire national ainsi que par les citoyens portugais résidant à l'étranger (auquel cas, l'article 121(2) dispose que « la loi doit vérifier l'existence  de liens réels avec la communauté nationale »), au suffrage universel direct, pour un mandat de 5 ans. En vertu de l’article 123(1), « le président de la République ne peut être réélu pour un troisième mandat consécutif, ni pendant les cinq années suivant le terme du second mandat consécutif ».

### Prestation de serment
Le président prête le serment suivant :

« Juro por minha honra desempenhar fielmente as funções em que fico investido e defender, cumprir e fazer cumprir a Constituição da República Portuguesa. »

— Article 127(3) de la Constitution du Portugal

« Je jure sur mon honneur d'exercer fidèlement les fonctions dont je suis investi et de défendre, de respecter et de faire respecter la Constitution de la République portugaise. »

— Article 127(3) de la Constitution du Portugal

## Fonctions et attributions
Le président peut dissoudre l'Assemblée de la République, ce qui implique la convocation de nouvelles élections législatives et, après l'organisation du scrutin, la démission du gouvernement. Les organes de gouvernance propres aux régions autonomes peuvent être dissous par le président, en cas d'actes graves contraires à la Constitution.
Il proclame l'état de siège et l'état d'urgence, après consultation du gouvernement et l'autorisation de l'Assemblée de la République. Il gracie et commue, après consultation du gouvernement, les peines judiciaires.
Le Conseil d'État est l'organe politique de consultation du président de la République.

### Nomination
Il nomme le Premier ministre en tenant compte du résultat des élections et nomme les autres membres du gouvernement, sur proposition du Premier ministre. Il peut également révoquer le gouvernement, si la situation l'impose, afin d'assurer le bon fonctionnement des institutions démocratiques.
Le président de la République nomme et congédie, dans certains cas et sur la proposition du gouvernement, certains hauts fonctionnaires d'importants organes de l’État, comme les ministres de la République pour les régions autonomes, le président de la Cour des comptes et le Procureur général de la République, cinq membres du Conseil d'État et deux membres du Conseil supérieur de la magistrature.

### Participation à l'élaboration des normes
Il promulgue et signe les lois, les décrets de lois, les décrets réglementaires et les décrets gouvernementaux, et peut donc apposer un droit de veto. Le président de la République décide de la convocation d'un référendum, dont la réalisation lui est proposée par l'Assemblée de la République.
Il peut demander au Tribunal constitutionnel l'appréciation préventive de la constitutionnalité de normes constantes de conventions internationales ou de décrets qui lui auraient été envoyés pour les promulguer, comme des lois organiques, des lois ou des décrets de loi.

### Relations internationales
Dans le cadre de ses compétences dans les relations internationales, le président de la République ratifie les traités internationaux.
Il nomme les ambassadeurs, consuls et envoyés spéciaux, sur proposition du gouvernement, et accrédite les représentants diplomatiques étrangers.

### Forces armées
Le président de la République exerce les fonctions de Commandant suprême des Forces armées et nomme et renvoie, sur proposition du gouvernement, le chef d'état-major des Forces armées et les chefs d'état-major des trois branches des Forces armées.
Sur la proposition du gouvernement et moyennant l'autorisation de l'Assemblée de la République, le président de la République peut déclarer la guerre en cas d'agression effective ou imminente et déclarer la paix.

## Statut

### Statut en droit civil et pénal
Le président dispose d'un statut judiciaire spécial propre aux chefs d'État. En vertu de l'article 130 de la Constitution, le président « répond des crimes qu'il commettrait dans l'exercice de ses fonctions devant le Tribunal suprême de justice. L'initiative de la procédure incombe à l'Assemblée de la République, sur proposition d'un cinquième et sur décision approuvée à la majorité des deux tiers des députés effectivement en fonction. [Sa] condamnation entraîne la destitution et l'impossibilité d'être réélu. Le président de la République répond des crimes qu'il commettrait en dehors de l'exercice de ses fonctions devant les tribunaux ordinaires et une fois son mandat terminé ». L'article 120 du code pénal prévoit que le délai de prescription cesse de courir lorsque des motifs juridiques empêchent la procédure pénale de commencer.

### Résidences
La résidence officielle du président de la République est le palais national de Belém, situé à Lisbonne.

### Revenus
Le salaire mensuel et les indemnités perçue par le président de la République sont régies par des lois spéciales. Les salaires des autres détenteurs de postes politiques sont définis en fonction du salaire reçu par le président de la République.

## Sources

## Compléments

### Lectures approfondies
- Roxane Garnier, Un modèle européen de démocratie : le cas portugais, Paris, LGDJ, 2005
- Dominique Rousseau, « La primauté présidentielle dans le nouveau régime politique portugais, mythe ou réalité ?», in RDP, 1979, p. 1348
- Oscar Ferreira, « L'élection au suffrage direct du Président au Portugal : renforcer et contenir le pouvoir modérateur en République (1911-2011)», in Anne-Marie Le Pourhiet (dir.), La désignation du chef de l’État. Regards croisés dans le temps et dans l'espace, Paris, Fondation Varenne, 2012, pp. 117-161